# Gilmar Popoca
Gilmar Popoca, właśc. Augilmar Silva de Oliveira (ur. 8 lutego 1964 w Manaus) – piłkarz brazylijski, występujący na pozycji ofensywnego pomocnika.

## Kariera klubowa
Zawodową karierę piłkarską Gilmar Popoca rozpoczął w klubie CR Flamengo w 1980 roku. We Flamengo 11 kwietnia 1983 w wygranym 2-0 meczu z Goiás EC Gilmar Popoca zadebiutował w lidze brazylijskiej. Z Flamengo dwukrotnie zdobył mistrzostwo Brazylii w 1983 i 1987 oraz mistrzostwo stanu Rio de Janeiro – Campeonato Carioca w 1986 roku.
W latach 1987–1991 Gilmar był zawodnikiem Ponte Preta Campinas, ponownie CR Flamengo, Botafogo FR, Vitórii Salvador i São Paulo FC. W barwach São Paulo Gilmar wystąpił ostatni raz w lidze brazylijskiej 20 października 1990 w przegranym 1-2 meczu z SE Palmeiras. Ogółem w latach 1983–1990 w I lidze wystąpił w 49 meczach, w których strzelił 11 bramek. W późniejszych latach występował m.in. w Portugalii, Meksyku czy Boliwii. Karierę zakończył w Sampaio Corrêa São Luís w 1998 roku.

## Kariera reprezentacyjna
Gilmar Popoca występował w olimpijskiej reprezentacji Brazylii. W 1984 roku uczestniczył w Igrzyskach Olimpijskich w Los Angeles na których Brazylia zdobyła srebrny medal. Na turnieju Gilmar Popoca wystąpił w czterech meczach reprezentacji Brazylii z Arabią Saudyjską (bramka), RFN (bramka), Marokiem, Kanadą (bramka), Włochami (bramka) i w finale z Francją.